# Centrotypus folicornis
Centrotypus folicornis är en insektsart som beskrevs av Chou och Yuan. Centrotypus folicornis ingår i släktet Centrotypus och familjen hornstritar. Inga underarter finns listade i Catalogue of Life.